# حادثة تالانغساري
حادثة تالانغساري (بالإندونيسية: Peristiwa Talangsari 1989) كان حادثًا وقع في قرية تالانجساري في لامبونغ إندونيسيا في عام 1989، حيث قُتل مدنيون إسلاميون على أيدي قوات الجيش الإندونيسي. كان المدنيون قد شكلوا جماعة إسلامية أدت إلى توترات مع السكان والسلطات المحلية.

## خلفية
في أواخر عام 1988 وأوائل عام 1989 أنشأت جماعة إسلامية تطلق على نفسها اسم جماعة مجاهدين في سبيل الله في قرية تالانغساري الثالثة المهاجرة في لامبونغ، حيث أسسوا أنفسهم تحت قيادة ورسدي وهو مدرس قرآني محلي. قبل وقت طويل تطورت التوترات بين سكان القرية والإسلاميين، مما أدى إلى فرار بعض السكان المحليين بسبب تهديدات متصورة. تم رفع القضية إلى السلطات المحلية العليا، التي نقلتها بعد لقائها إلى قائد الحامية العسكرية المحلية الكابتن سوتيمان. بعد اعتقال مبدئي للعديد من أعضاء الجماعة قاد سوتيمان مجموعة من الجنود والضباط إلى البلدية في 6 فبراير، حيث تم نصب كمين لهم وقتل سوتيمان. حاول بعض أعضاء البلدية لاحقًا التفرق عبر لامبونغ مما أسفر عن مقتل جندي آخر قابلوه بالصدفة في العملية في ذلك اليوم.

## الحادث
تم إرسال مفرزة عسكرية تتألف من ثلاثة فصائل من الجيش الإندونيسي وفصيل من فيلق اللواء المتنقل تحت قيادة العقيد آنذاك هندريكيونو إلى القرية. ووفقًا لروايات هندريديونو قُتل جندي آخر ومدني على أيدي المجموعة، بالإضافة إلى إصابة جندي آخر بجروح خطيرة.
وفقا لتقارير من منظمة حقوق الإنسان «كونتراس»، فإن الجنود الذين كانوا مجهزين بقنابل النابالم والمروحيات لم يقدموا أي تحذيرات قبل اقتحام القرية، وأجبروا أحد الشباب في البلدية على إشعال النار في بعض الأكواخ مع العديد من الأكواخ. لا يزال المحاصرين في الداخل. ثم سُجن الناجون. ادعى رواية هندريديونو للوضع أن بعض أعضاء البلدية قد أشعلوا النيران عمداً في الأكواخ ومنعوا المدنيين من الهرب.

### الاصابات
أفادت تقارير إعلامية أولية في أعقاب الأحداث مباشرة عن مقتل 27 شخصًا، وقد حققت كونتراس في القضية عام 2005، رغم أنهم ذكروا أيضًا أن 78 شخصًا قد «اختفوا قسراً»، بالإضافة إلى 23 شخصًا تم توقيفهم دون سبب، و25 محاكمة غير عادلة، وطرد 24 شخصًا. تميل التقارير اللاحقة بعد سقوط سوهارتو إلى ارتفاع عدد القتلى، حيث سجلت جاترا الأسبوعية 246 حالة وفاة في عام 1998. أفاد تحقيق أجرته اللجنة الوطنية لحقوق الإنسان في عام 2008 أن 130 قُتلوا، واحتُجز 50 آخرون وتعرضوا للتعذيب، وتم طرد 77.

## ما بعد الكارثة
بعد يومين من الهجمات اقتحم أعضاء الكوميونات المشتتين الذين تلقوا أخبارًا عن الحادث قاعدة عسكرية، مما أدى إلى إصابة عدة جنود ومقتل ستة من أفراد البلديات. تم إطلاق سراح 15 من أعضاء البلدة الذين اعتقلوا في عام 1999 بعد العفو الذي أصدره يوسف حبيبي.
بعد تنصيب جوكو ويدودو في عام 2014، دعاه الضحايا الذين ادعوا أنهم ليسوا أعضاء في البلدية ولكنهم تأثروا بالقتال إلى الضغط على هندريكيونو (الذي أصبح المستشار الرئاسي) «للكشف عن حقيقة الحادث». في فبراير 2019 أي بعد مرور 30 عامًا على الحادث تم عقد «إعلان سلام» بخصوص المسؤولين والضباط العسكريين، إلى جانب السكان الحاليين في تالانغساري. انتقد ضحايا الحادث الإعلان، مدعين أنه لم يشارك فيه أي ضحايا.